# Сото, Бланка
 Бланка Сото (полное имя — Бланка Дельфина Сото Бенавидес (исп. Blanca Delfina Soto Benavides); род. 5 января 1979, Монтеррей, штат Нуэво-Леон, Мексика) — мексиканская актриса, модель и бывшая королева красоты.

## Карьера
В 1997 году Сото победила на конкурсе «Nuestra Belleza México», и в том же году она представляла свою страну на конкурсе Мисс Мира. Её актёрская карьера стартовала в 2007 году с короткометражки «La vida blanca», продюсером, сценаристом и режиссёром который выступил её муж Джек Хартнет. Это роль принесла её премию в номинации лучшая актриса на Нью-Йоркской международном фестивале независимого кино. Затем у Сото были роли второго плана в таких фильмах как «Божий промысел» (2008), «Мечты сбываются» (2009) и «Ужин с придурками» (2010). В 2010 году медиа гигант «Univision» пригласил её на главную роль в сериале «Ева Луна». В 2012 она появилась в сериале «Талисман» с Рафаэлем Новоа в главной роли. В 2012—2013 годы Сото снималась в сериале «Потому что любовь решает всё».

## Фильмография
| год  | Русское название             | Оригинальное название | роль                  |
| ---- | ---------------------------- | --------------------- | --------------------- |
| 2010 | Ужин с придурками            | Dinner for Schmucks   | Катерина              |
| 2010 | Ева Луна                     | Eva Luna              | Ева Гонсалес          |
| 2012 | Талисман                     | El Talismán           | Каила Негрете         |
| 2012 | Потому что любовь решает всё | Porque el amor manda  | Альма Монтемайор      |
| 2014 | Сеньора Асеро                | Señora Acero          | Сара Агуилар Бермудес |